# Atlantic Princess
L’Atlantic Princess est un navire de croisière construit en République démocratique allemande en 1961 sous le nom de Seebad Warnemuende. Apr̠ès avoir fait du cabotage dans les eaux est-allemandes jusqu’au début des années 1990, il est utilisé comme vedette à passagers sur le Bassin d’Arcachon. Précurseur des bateaux touristiques sur le bassin, il est alors le premier à pouvoir traverser les célèbres passes.
Condamné par son âge, il quitte la métropole au début des années 2000 pour la Martinique, avant de rejoindre la République dominicaine. C’est là qu’il est échoué sur une plage au cours d’une tempête tropicale. Gravement endommagé et âgé d’un demi-siècle, il est décidé de le saborder, mais le navire coule de lui-même au printemps 2009. Il est aujourd’hui un site de plongée reconnu des Antilles, bien que sa faible profondeur entraîne une dégradation rapide de l’épave lors du passage de tempêtes.

## Histoire
Le Seebad Warnemuende est construit en 1961 par le chantier naval Edgar Andre de Magdeburg-Rothensee sous le numéro 1056,,. Lancé le 20 janvier 1961, il est livré six mois plus tard, le 13 juin, à la compagnie est-allemande Weiße Flotte (en) qui le met en service sur la ligne Warnemünde-Gedser. Après deux ans sur ce service, il est transféré à un service plus national, assurant du cabotage entre les ports allemands de Stralsund, Rostock, Wismar et Wolgast.
En 1964, la jeune compagnie suédoise Stena Line, fondée deux ans auparavant, l’affrète pour un an (le contrat sera finalement pour une seconde année) et l’insère sur la liaison entre Göteborg et l’île de Læsø,. Il y reste jusqu’en octobre 1966, et ne subit qu’un seul incident majeur au cours de ces deux ans lorsque, le 29 juin 1964, il talonne dans le port de Göteborg. A la fin de son contrat d’affrètement, il reprend son précédent itinéraire le long des côtes allemandes jusqu’en 1993,, avant d’être désarmé à Stralsund et mis en vente.

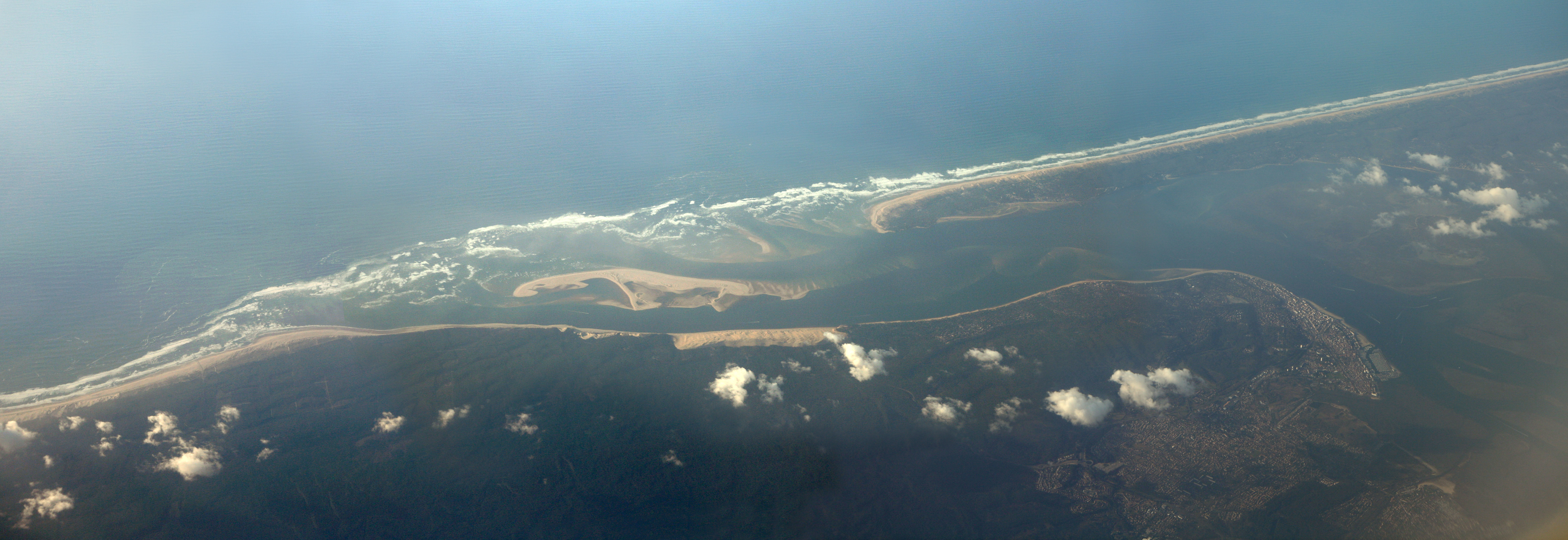
Les passes du bassin d’Arcachon.

Au début de l’année 1995, il est repéré par les membres de l’Union des Bateliers Arcachonnais (UBA) qui recherche alors un bateau de promenade pour assurer des mini croisières sur le bassin d’Arcachon, mais surtout assez résistant pour franchir les célèbres passes et ainsi faire quelques miles dans l’Atlantique.

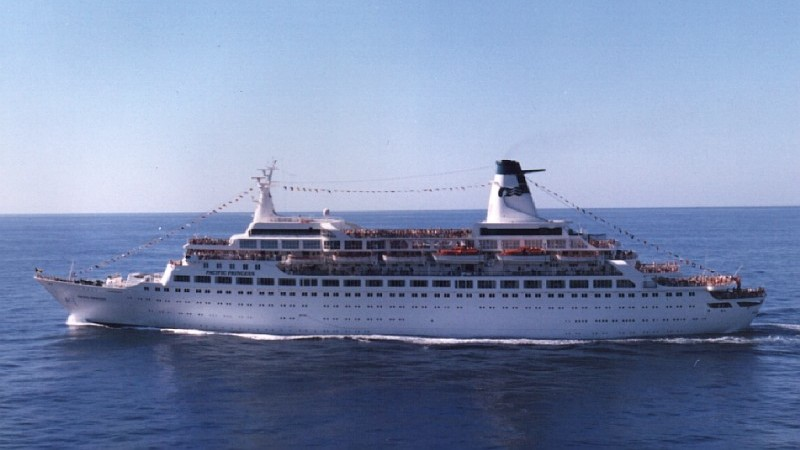
Le nom de l’Atlantic Princess est un clin d’œil au Pacific Princess de la série «La croisière s’amuse».

Racheté pour un peu plus de 2 millions de francs, il est ramené en France et subit une rénovation intégrale pour être adapté à sa nouvelle activité. Sa mise en service inquiète cependant les ostréiculteurs, qui craignent que le navire ne vienne polluer les eaux du bassin, ce qui aurait un effet dévastateur sur les élevages d’huitres. Il est donc équipé d’un système de filtrage des eaux usées ultra-perfectionné.
Il est mis en service en juillet 1995 sous le nom d’Atlantic Princess, en référence au Pacific Princess utilisé dans la série télévisée La croisière s’amuse diffusée en France dans les années 1980. Trois ponts sont accessibles aux passagers, dont un panoramique, et le fait que le navire soit alors le seul à s’aventurer au-delà des passes, réputées pour leur dangerosité et les nombreux naufrages qui s’y sont déroulés, offrent un franc succès à ses croisières au départ de la jetée d’Eyrac à Arcachon,.
En 1999 ou septembre 2000 selon les sources, le navire alors âgé d’environ 40 ans est envoyé à Fort-de-France, puis à Bayahibe. C’est là que sa carrière s’achève : le 15 août 2008, la tempête tropicale Fay s’abat sur la République dominicaine,. L’Atlantic Princess est drossé sur la plage. Endommagé et âgé de près de 50 ans, il est décidé de le saborder dans la baie afin d’en faire un récif artificiel et un site de plongée,. Les travaux préparatoires de dépollution, qui consistent notamment à le vider de 100 000 gallons d’eau contaminée sont réalisés et le sabordage est envisagé pour le mois de décembre 2009. Toutefois, le navire prend l’eau et finit par sombrer de lui-même le 6 mai 2009. Cette disparition soudaine fait que l’épave se trouve à une profondeur très faible, le point culminant ne se trouvant qu’à 12 m de la profondeur. Elle se détériore donc très rapidement lors du passage de tempêtes tropicales. Le sommet du navire a aujourd’hui disparu, et il est fortement déconseillé de pénétrer à l’intérieur en raison du danger constitué par les morceaux qui s’en sont détachés.